# Brousses-et-Villaret

Brousses-et-Villaret este o comună în departamentul Aude din sudul Franței. În 1 ianuarie 2022 avea o populație de 352 de locuitori.